# Айдоне
Айдоне (итал. Aidone) — город в Италии, расположен в регионе Сицилия, подчинён административному центру Энна (провинция).
Население составляет 5462 человека (на 2004 г.), плотность населения составляет 29 чел./км². Занимает площадь 209,58 км². Почтовый индекс — 94010. Телефонный код — 00935.
Покровителем города считается святой Лаврентий Римский. Праздник города ежегодно празднуется 10 августа.